# Penitents (metropolitana di Barcellona)
Penitents è una stazione della linea 3 della Metropolitana di Barcellona.
La stazione fu inaugurata nel 1985 e fino al 2003 fu la stazione più profonda, cosa che non rimase quando venne inaugurata la stazione di Ciutat Meridiana.
La stazione si trova sotto Avinguda de L'hospital Militar tra Carrer del Golgota e Carrer d'Anna Piferre.